# Storebro Stridsbåt 90E
Das Storebro Stridsbåt 90E ist ein 11,9 Meter langes Motorboot aus Kunststoff mit Jetantrieb. Es wurde von Försvarets Materielverk (der Materialversuchsstelle der schwedischen Streitkräfte) und Storebro Bruks als Stridsbåt 90E entwickelt.

## Technische Daten
Das Stridsbåt 90E ist kleiner und leichter als das Stridsbåt 90H mit Aluminiumrumpf. Während das größere Boot zwei Motoren hat und für 18 voll ausgerüstete Soldaten (ein halber Zug) entworfen wurde (daher die Bezeichnung H), wurde der Typ 90E mit nur einem etwas schwächerem Motor in erster Linie für den Transport von vier liegenden Patienten und zwei Begleitern entwickelt. Das E steht für den einen Motor (schwedisch "enkel"). Außer dem Bootsführer und dem Navigator können zehn ausgerüstete Soldaten befördert werden. Mit seinem Kunststoffrumpf erreicht das 90E zudem eine höhere Geschwindigkeit. Jedoch ist diese bei großer Wellenhöhe schwer aufrechtzuerhalten.
Die schwedischen Streitkräfte haben 54 Einheiten des Stridsbåt 90E für die Kustartilleriet und Kustjägare beschafft, die heute im Amfibieregementet zusammengefasst sind. Diese Marineeinheiten verwenden nur noch fünf dieser Boote.

## LCP 1–4
Die Königliche Marine in Dänemark hat 2003/2004 sechs dieser Boote beschafft, wovon vier als bordeigene Landungsboote (LCP 1–4) auf den beiden größten dänischen Kriegsschiffen Absalon und Esbern Snare eingesetzt sind.

## SAR 1 Dagmar und SAR 2 Naja
Die beiden anderen Boote sind als Rettungsboote (SAR-Class) auf den nächstkleineren dänischen Einheiten Knud Rasmussen und Ejnar Mikkelsenåtar im Einsatz. Diese beiden wurden mit verstärktem Rumpf für Eisgang und leistungsstärkeren Motoren geliefert.

## Weitere Boote
Die Küstenwache setzt drei Stridsbåt 90E und die Sjöpolisen (deutsch Seepolizei) in Stockholm ein Boot als Patrouillenboot ein. Es gibt ferner einzelne Boote in Privatbesitz.

## An Sjöräddningssällskapet (SSRS) verliehene Boote
Bei der Sjöräddningssällskapet (Schwedische Gesellschaft zur Rettung Schiffbrüchiger) finden seit 2005 16 Exemplare Verwendung, die von der Marine kostenlos verliehen sind.
- 90-106 Rescue Hjälmaren, Baujahr 1996, Rettungsstation Hjälmaren, nicht mehr im Einsatz, verkauft[6]
- 90-109 Rescue Ragnhild, Rettungsstation Södertälje
- 90-110 Rescue Skellefteå, Räddningsstation Skellefteå
- 90-113 Rescue Arizona, Rettungsstation Söderhamn
- 90-116 Rescue Evert Taube, Rettungsstation Hudiksvall
- 90-123 Rescue Sparbanken Nord, Rettungsstation Piteå
- 90-129 Rescue Birgit, Rettungsstation Lomma
- 90-130 Rescue Östgöta, Rettungsstation Arkösund
- 90-136 Rescue Örnsköldsvik, Rettungsstation Örnsköldsvik
- 90-137 Rescue Hammarö, Rettungsstation Hammarö
- 90-138 Rescue Sune, Rettungsstation Åmål
- 90-139 Rescue Kalmarsund, Rettungsstation Kalmar
- 90-141 Rescue Österskär, Rettungsstation Stockholm
- 90-151 Rescue Värmdö, Rettungsstation Möja
- 90-152 Rescue Ekerö, Rettungsstation Munsö

## An Küstenwache (KVB) verliehene Boote
- KBV 410 Küstenstation Södertälje
- KBV 412 Küstenstation Gryt
- KBV 413 Küstenstation Örnsköldsvik
- KBV 414 Küstenstation Djurö

## Bilder

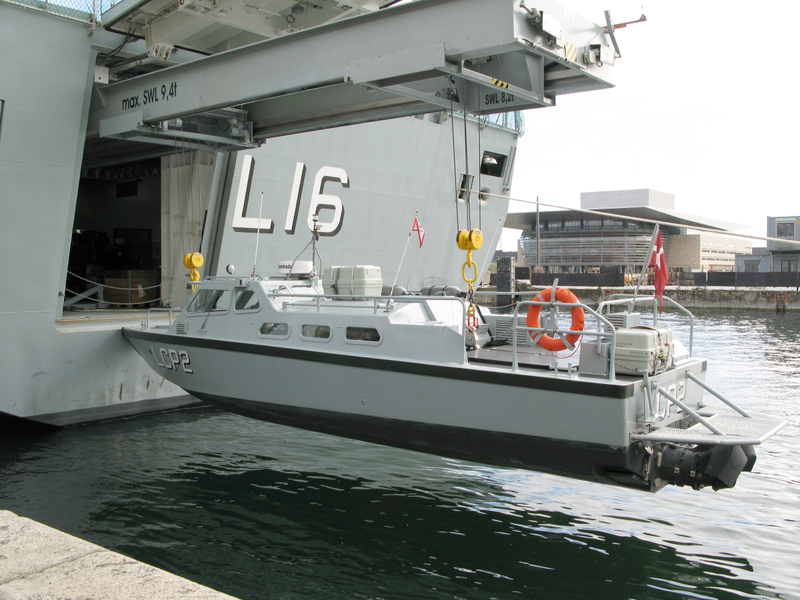
Das dänische LCP 2 beim Verlasten in die Absalon
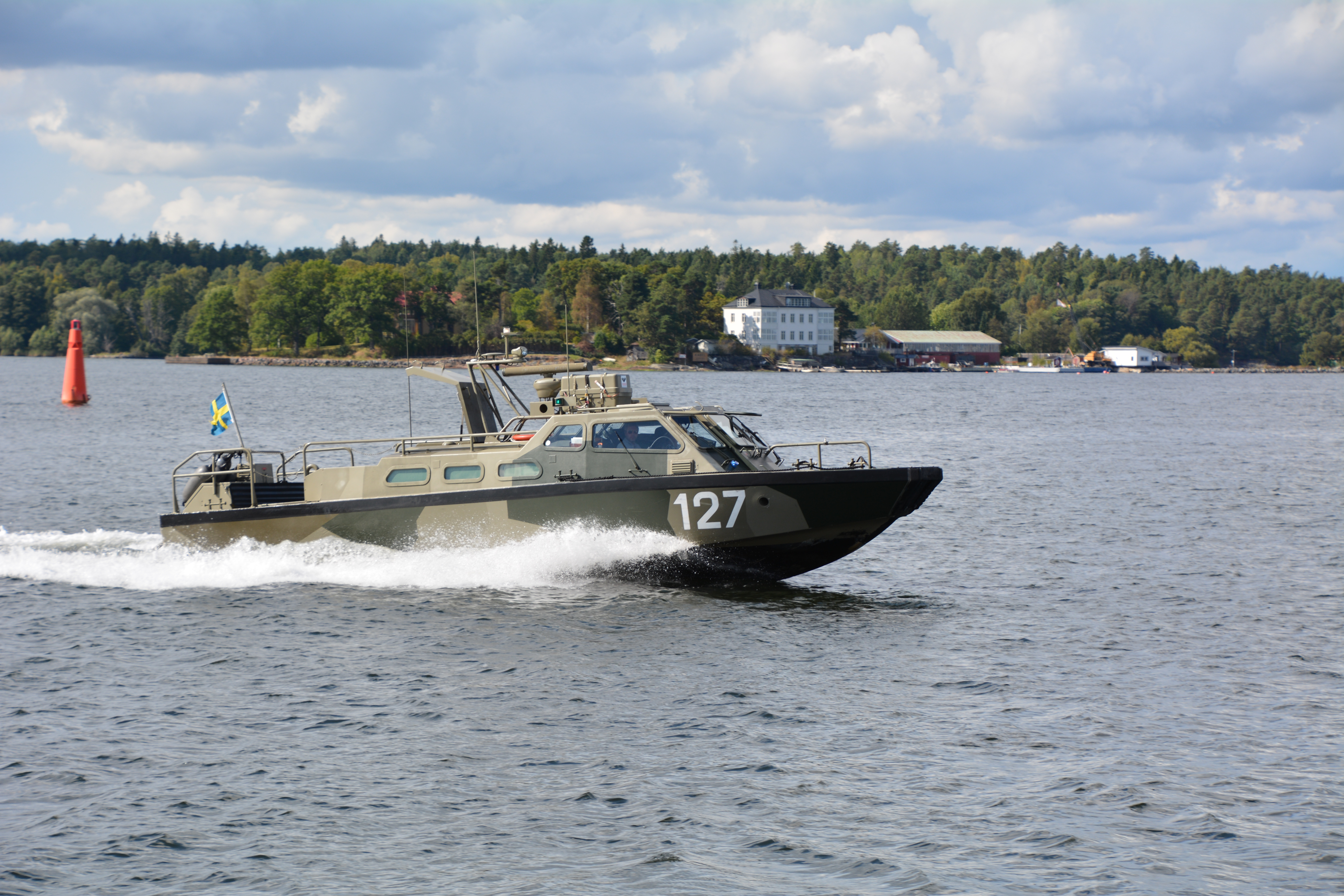
90E in der militärischen Version vor Duvholmen

## Besonderes
Nachdem die Lebensdauer der Boote dem Ende entgegen geht, werden sie Zug um Zug ersetzt. Sie sollen aber nicht verschrottet, sondern weiter verwendet werden. So wurde eine Einsatzmöglichkeit auf dem Victoriasee geprüft.